# Scutisorex
Scutisorex is een geslacht van zoogdieren uit de  familie van de spitsmuizen (Soricidae). De wetenschappelijke naam van het geslacht werd in 1913 gepubliceerd door Oldfield Thomas.

## Soorten
Er worden 2 soorten in dit geslacht geplaatst:
- Scutisorex somereni (Thomas, 1910) – Pantserspitsmuis
- Scutisorex thori Stanley et al., 2013